# Blood on the Dance Floor: HIStory In The Mix
Cet article concerne l'album de Michael Jackson. Pour la chanson du même chanteur, voir Blood on the Dance Floor.
Pour les articles homonymes, voir Blood on the Dance Floor.
Albums de Michael Jackson
HIStory: Past, Present and Future, Book I
(1995) Invincible
(2001)
Singles
1. Blood on the Dance Floor
Sortie : 21 mars 1997
2. HIStory/Ghosts
Sortie : 30 juillet 1997

Blood on the Dance Floor: HIStory in the Mix est un album de Michael Jackson sorti le 20 mai 1997 sous les labels Epic Records et MJJ Productions. Il contient treize titres au total : cinq inédits et huit remixes du deuxième CD d'HIStory (1995). En raison de ce nombre réduit de titres inédits, Blood on the Dance Floor est davantage considéré comme un « mini-album » et n'est le plus souvent pas inclus dans la discographie des albums studio du chanteur.
Michael Jackson avait initialement comme idée de sortir un disque EP composé uniquement de cinq nouveaux titres. C’est Epic Records qui a insisté pour la production d'un disque LP mi-album/mi-remix (avec l'argument que les remix plairaient aux jeunes). Blood on the Dance Floor est sorti juste avant la deuxième partie du HIStory World Tour (qui incorpore le titre Blood on the Dance Floor) et un an après le moyen métrage Ghosts dans lequel figure les titres Ghosts  et Is It Scary.
Avec plus de 6 millions de copies écoulées à travers le monde, Blood on the Dance Floor est en 2007 l'album de remixes le plus vendu au monde.

## Généralités
Blood on the Dance Floor, s'il est l'album le plus court (cinq inédits) et le moins connu de l'artiste, est en revanche probablement l'un des plus étonnants et révélateurs quant à sa vision du monde et sa psychologie. Cet album, à la manière de son prédécesseur, comprend un message de révolte, de désillusion, et de désespoir ressentis par l'artiste lors de moments durant lesquels il dut faire face à des accusations d'attouchement sur mineur (affaire Chandler) et à l'abandon d'une certaine partie de son public et de ses amis. L’album dévoile aussi des titres aux textes parmi les plus subtils et surprenants que Michael Jackson ait écrits.
Excepté Morphine, commencé lors de la période  History, tous les titres furent écrits lors de la préparation de l'album Dangerous (1991).
Dans Blood on the Dance Floor, le single titre, Michael Jackson utilise le prénom Susie pour évoquer une femme fatale et meurtrière.
Le guitariste Slash fait son apparition dans Morphine, chanson évoquant la dépendance à la drogue du même nom dont le chanteur souffrit à la fin du Dangerous World Tour (lorsqu'éclata la première affaire d'abus sexuels sur mineur, dite « affaire Chandler »).
Ghosts et Is It Scary sont deux chansons jumelles, qui s'amorcent sur des paroles très similaires, à la différence que la première semble[non neutre] plus traiter de la traque des médias dont Michael Jackson fut la victime, tandis qu'Is It Scary vise plus large : les accusés sont ceux qui le prennent pour une bête de foire (ce qui pourrait faire écho àl'histoire d'« Elephant Man »). Ghosts est la chanson phare du moyen-métrage du même nom, d’une durée de 39 min.

## Analyse des titres inédits

### Blood on the Dance Floor
La chanson parle d'une femme fatale appelée « Susie », sexy, attirante, mais mortelle. Ce thème de la « femme dangereuse » fut déjà traité par Michael Jackson dans plusieurs de ses chansons, et ce depuis Billie Jean. Une rumeur a éclaté disant que la chanson parlait du sida mais cela fut formellement démenti par la star. La chanson est dédiée dans le livret de l'album à Elton John, pour le soutien que le chanteur britannique avait apporté à Michael Jackson en lui recommandant une clinique de désintoxication anglaise en 1993 (à la fin du Dangerous World Tour), dans laquelle il avait lui-même séjourné.

### Morphine
Morphine évoque les différentes phases de la dépendance à la morphine et plus généralement à la drogue ou aux médicaments. Il s'agit d'un titre brut à l'interlude mélancolique Le morceau est presque annonciateur de la propre mort du chanteur (évocation à un moment du demerol et d'une crise cardiaque).
La chanson emploie des termes violents (« He's just a bitch baby, I'm such a swine baby, A hot buzz baby ») et dénonce la drogue dans laquelle l'on peut se perdre (« I hate your race baby, You're just a liar, You make me sick baby »). Les phrases sont confuses, hachées, allant d'un sujet à l'autre, pour mettre en avant la confusion d'un drogué.

### Superfly Sister
Le terme « Superfly » vient de la culture afro-américaine, notamment du film Super Fly, (1972), et signifie quelqu'un de cool, élégant tandis que « Sister » (ou « sis ») dans le jargon courant, en particulier dans la communauté afro-américaine, désigne une femme.
Cette chanson dénonce la sexualité dénuée de sentiment (« Push it in, stick it out / That ain't what it's all about »). On y retrouve la « Susie » du titre Blood on the Dance Floor (« Susie likes to agitate »). Superfly Sister plonge ses racines dans le fait que Michael Jackson a été élevé par sa maman comme témoin de Jéhovah (« Mother's preachin' Abraham / Holy Mary Mercy me ») et était en accord avec le principe énonçant que les relations sexuelles hors mariage et sans amour sont un péché. La chanson fait également référence à sa sœur La Toya qui a eu un mariage violent et difficile (« Sister says she love him some / Sister's marries to a hood »).

### Ghosts
Ghosts est un titre traitant d'un thème déjà abordé par l'artiste (par exemple Leave Me Alone ou Why You Wanna Trip On Me) : la traque perpétuelle des médias à son sujet, en particulier pour le dénigrer à loisir à propos de tout et n'importe quoi. Les fantômes sont donc ici les tabloïds, les paparazzis.
La chanson présente une ambiance musicale qui évoque la peur et tout du long, Michael Jackson dénonce le traitement qu'il subit. Extrait : « And who gave you the right to scare my family? / And who gave you the right to scare my baby, she needs me » (« Et qui vous donne le droit d'effrayer ma famille ? / Et qui vous donne le droit d'effrayer mon bébé, elle a besoin de moi »).
La jalousie semble être pour Michael Jackson le seul motif possible de cette traque (« Tell me are you the ghost of jealousy? »). Il n'abordera pas dans cette chanson une autre motivation de la presse, à savoir tout l'argent gagné sur son dos lorsque les tabloïds parlent de lui,.

### Is It Scary
- Si vous ne connaissez pas le sujet, laissez ce bandeau (vous pouvez alors contacter les auteurs).
- Si vous supprimez le contenu mis en cause (vous pouvez préalablement contacter les auteurs),

argumentez précisément cette suppression dans la page de discussion
(un manque de référence n'est pas un argument ; une recherche réelle de référence doit avoir été effectuée, être formellement documentée).
Is It Scary est très sûrement[non neutre] le titre le plus sombre et le plus « désespéré » de Michael Jackson sur cet album. Ghosts et Is It Scary sont des morceaux faux jumeaux qui ont pour même thème musical celui de la peur. Toutefois, ici, les fantômes ne sont plus les autres comme dans Ghosts, mais Michael Jackson lui-même.
Les paroles sont presque identiques au commencement de la chanson puis Jackson fait assister les fantômes à un spectacle, spectacle qu'il est à lui tout seul, pour l'opinion et les médias. Extrait : « I'm gonna be, exactly what you wanna see » (« Je serai, exactement ce que vous voulez voir »).
Il s'ensuit une dualité entre les détracteurs de Jackson et lui-même : qui est coupable en vérité, et qui est effrayant ? L'artiste s'éreinte à trouver ce qui pourrait leur faire peur, et donc les divertir, apparaissant ainsi comme une « bête de foire ». Ce faisant, il n'hésite pas non plus à les accuser d'être les véritables perturbateurs : «  I know the stranger is you / You know the stranger is you » (« Je sais que c'est toi l'étranger / Tu sais que c'est toi l'étranger »). Certains ont également vu dans Is It Scary une critique de Michael Jackson vis-à-vis de son père qui fut très sévère avec lui et ses frères lors de la période des Jackson 5.

## Liste des titres
| No  | Titre                                        | Crédit(s)                                                 | Durée |
| --- | -------------------------------------------- | --------------------------------------------------------- | ----- |
| 1.  | Blood on the Dance Floor                     | Michael Jackson, Teddy Riley                              | 4:14  |
| 2.  | Morphine                                     | Michael Jackson                                           | 6:28  |
| 3.  | Superfly Sister                              | Michael Jackson                                           | 6:27  |
| 4.  | Ghosts                                       | Michael Jackson, Teddy Riley                              | 5:13  |
| 5.  | Is It Scary                                  | Michael Jackson, James Harris III, Terry Lewis            | 5:35  |
| 6.  | Scream Louder (Flyte Tyme Remix)             | Michael Jackson, James Harris III, Terry Lewis, J.Jackson | 5:26  |
| 7.  | Money (Fire Island Radio Edit)               | Michael Jackson                                           | 4:22  |
| 8.  | 2 Bad (Refugee Camp Mix)                     | Michael Jackson, D.Austin, R.Austin, Bruce Swedien        | 3:22  |
| 9.  | Stranger in Moscow (Tee's In-House Club Mix) | Michael Jackson                                           | 6:53  |
| 10. | This Time Around (D.M. Radio Mix)            | Michael Jackson, Dallas Austin                            | 4:04  |
| 11. | Earth Song (Hani's Club Experience)          | Michael Jackson                                           | 7:55  |
| 12. | You Are Not Alone (Classic Club Mix)         | R. Kelly                                                  | 7:35  |
| 13. | HIStory (Tony Moran's HIStory Lesson)        | Michael Jackson, James Harris III, Terry Lewis            | 8:00  |

| 1. | Blood on the Dance Floor (Official Video) |  | 4:17 |
| 2. | Ghosts (Official Video)                   |  | 3:59 |

## Mixages ultérieurs
- Stranger in Moscow : remixé par Todd Terry.
- This Time Around : remixé par David Morales.
- You Are Not Alone : remixé par Frankie Knuckles.

## Singles
- 1. Blood on the Dance Floor
- 2. HIStory/Ghosts[N 5]
- 3. Is It Scary (support promotionnel)

## Clips
- Blood on the Dance Floor : coréalisé par Michael Jackson. Deux versions de ce vidéoclip existent : une classique et quelque peu sulfureuse ainsi qu'une version remixée intitulée Blood on the Dance Floor - Refugee Camp Mix.
- Ghosts : vidéoclip réalisé à partir d'extraits du moyen métrage Ghosts.

## Certifications
| Pays              | Certification | Unités    |
| ----------------- | ------------- | --------- |
| États-Unis (RIAA) | Platine       | 1 000 000 |
| France (SNEP)     | Platine       | 300 000   |